# إكس (مانغا)
إكس (بالإنجليزية: X/1999)‏ هي سلسلة مانغا يابانية من تأليف ورسم كلامب نشرت من قبل كادوكاوا شوتين في مجلة أسوكا الشهرية [الإنجليزية]، منذ مايو عام 1992 حتى مارس عام 2003، تم تجميع فصول المانغا في 18 مجلدات تانكوبون، نشرت منذ 29 يوليو عام 1992 حتى 17 سبتمبر عام 2002. أقتبس المانغا إلى فيلم إكس من قبل مادهاوس عرض في 30 سبتمبر عام 1996. وإلى مسلسل أنمي إكس الذي عرض في 3 أكتوبر عام 2001 حتى 27 مارس عام 2002، وتكون من 24 حلقة.

## القصة
تدور أحداث القصة في عام 1999، عن كاموي شيرو الذي يعود إلى طوكيو بعد غياب دام ستة سنوات لتحقيق رغبة والدته المحتضرة في تغيير مصيرها.

## وصلات خارجية
- إكس على موقع فيز ميديا
- إكس (مانغا) على موقع ANN manga (الإنجليزية)